# Vesna Despotović
Vesna Despotović, född den 18 april 1961 i Kragujevac Serbien, är en jugoslavisk basketspelare som var med och tog OS-brons 1980 i Moskva. Detta var andra gången damerna deltog vid de olympiska baskettävlingarna, tillika Jugoslaviens första medalj på damsidan.